# Paul-Louis Boutié
Paul-Louis Boutié est un chef décorateur français de cinéma né le 15 juillet 1910 à Leuville-sur-Orge et mort le 10 avril 2004 à Paris 13e.

## Filmographie partielle
- 1950 : Uniformes et Grandes Manœuvres de René Le Hénaff
- 1950 : Meurtres ? de Richard Pottier
- 1950 : Casimir de Richard Pottier
- 1951 : Boniface somnambule de Maurice Labro
- 1952 : Monsieur Leguignon lampiste de Maurice Labro
- 1957 : Le Septième Commandement de Raymond Bernard
- 1959 : Les Yeux de l'amour de Denys de La Patellière
- 1961 : Un taxi pour Tobrouk de Denys de La Patellière
- 1964 : Fantomas d'André Hunebelle
- 1965 : Furia à Bahia pour OSS 117 d'André Hunebelle
- 1965 : Les Bons Vivants de Gilles Grangier et Georges Lautner
- 1966 : Le Grand Restaurant de Jacques Besnard
- 1966 : Trois enfants dans le désordre de Léo Joannon
- 1966 : Le Voyage du père de Denys de La Patellière
- 1967 : Les Risques du métier d'André Cayatte